# XRender
X Rendering Extension(RenderまたはXRender)は、X Window Systemがアルファチャンネル処理を行うための拡張である。

## 歴史
最初のリリースは2000年のXFree86 Version 4.0.1で、キース・パッカードによって書かれた。

## 特徴
XRenderはいくつかの描画処理と、アルファブレンディングを提供する。現在は主としてフォントのアンチエイリアスに実装されているが、透過処理や影を落とす処理などへの実装も予定されている。
幾何的な図形はクライアント側で三角形か台形のどちらかにテッセレーション(tessellation:複雑な図形を単純な図形に分割すること)されて描画される。テキストは字形データをグループ化してXサーバへ渡し、描画する。その際、座標指定は、32ビットの固定小数点座標で指定する。

## 性能
XRenderは新しいビデオカードの3Dの拡張性を視野に設計されている。